# Tourzel-Ronzières
Tourzel-Ronzières est une commune française, située dans le département du Puy-de-Dôme en région Auvergne-Rhône-Alpes, à 12 kilomètres O-S-O d'Issoire.

## Géographie
La commune regroupe les villages de Tourzel, Ronzières, Félines, et le Perou.
| Saint-Floret |                   | Solignat |
|              | Tourzel-Ronzières |          |
| Chassagne    |                   | Vodable  |

### Climat
Pour des articles plus généraux, voir Climat d'Auvergne-Rhône-Alpes et Climat du Puy-de-Dôme.
En 2010, le climat de la commune est de type climat des marges montargnardes, selon une étude du Centre national de la recherche scientifique s'appuyant sur une série de données couvrant la période 1971-2000. En 2020, Météo-France publie une typologie des climats de la France métropolitaine dans laquelle la commune est exposée à un climat de montagne ou de marges de montagne et est dans la région climatique  Nord-est du Massif Central, caractérisée par une pluviométrie annuelle de 800 à 1 200 mm, bien répartie dans l’année. 
Pour la période 1971-2000, la température annuelle moyenne est de 9,8 °C, avec une amplitude thermique annuelle de 16,3 °C. Le cumul annuel moyen de précipitations est de 842 mm, avec 8,6 jours de précipitations en janvier et 6,9 jours en juillet. Pour la période 1991-2020, la température moyenne annuelle observée sur la station météorologique de Météo-France la plus proche, « Issoire », sur la commune d'Issoire à 10 km à vol d'oiseau, est de 12,0 °C et le cumul annuel moyen de précipitations est de 610,7 mm,. Pour l'avenir, les paramètres climatiques de la commune estimés pour 2050 selon différents scénarios d'émission de gaz à effet de serre sont consultables sur un site dédié publié par Météo-France en novembre 2022.

## Urbanisme

### Typologie
Au 1er janvier 2024, Tourzel-Ronzières est catégorisée commune rurale à habitat dispersé, selon la nouvelle grille communale de densité à sept niveaux définie par l'Insee en 2022.
Elle est située hors unité urbaine. Par ailleurs la commune fait partie de l'aire d'attraction d'Issoire, dont elle est une commune de la couronne,. Cette aire, qui regroupe 53 communes, est catégorisée dans les aires de moins de 50 000 habitants,.

### Occupation des sols
L'occupation des sols de la commune, telle qu'elle ressort de la base de données européenne d’occupation biophysique des sols Corine Land Cover (CLC), est marquée par l'importance des territoires agricoles (78,2 % en 2018), en augmentation par rapport à 1990 (77,3 %). La répartition détaillée en 2018 est la suivante : 
prairies (41,7 %), terres arables (21,5 %), forêts (20,7 %), zones agricoles hétérogènes (15 %), milieux à végétation arbustive et/ou herbacée (1,1 %). L'évolution de l’occupation des sols de la commune et de ses infrastructures peut être observée sur les différentes représentations cartographiques du territoire : la carte de Cassini (XVIIIe siècle), la carte d'état-major (1820-1866) et les cartes ou photos aériennes de l'IGN pour la période actuelle (1950 à aujourd'hui).

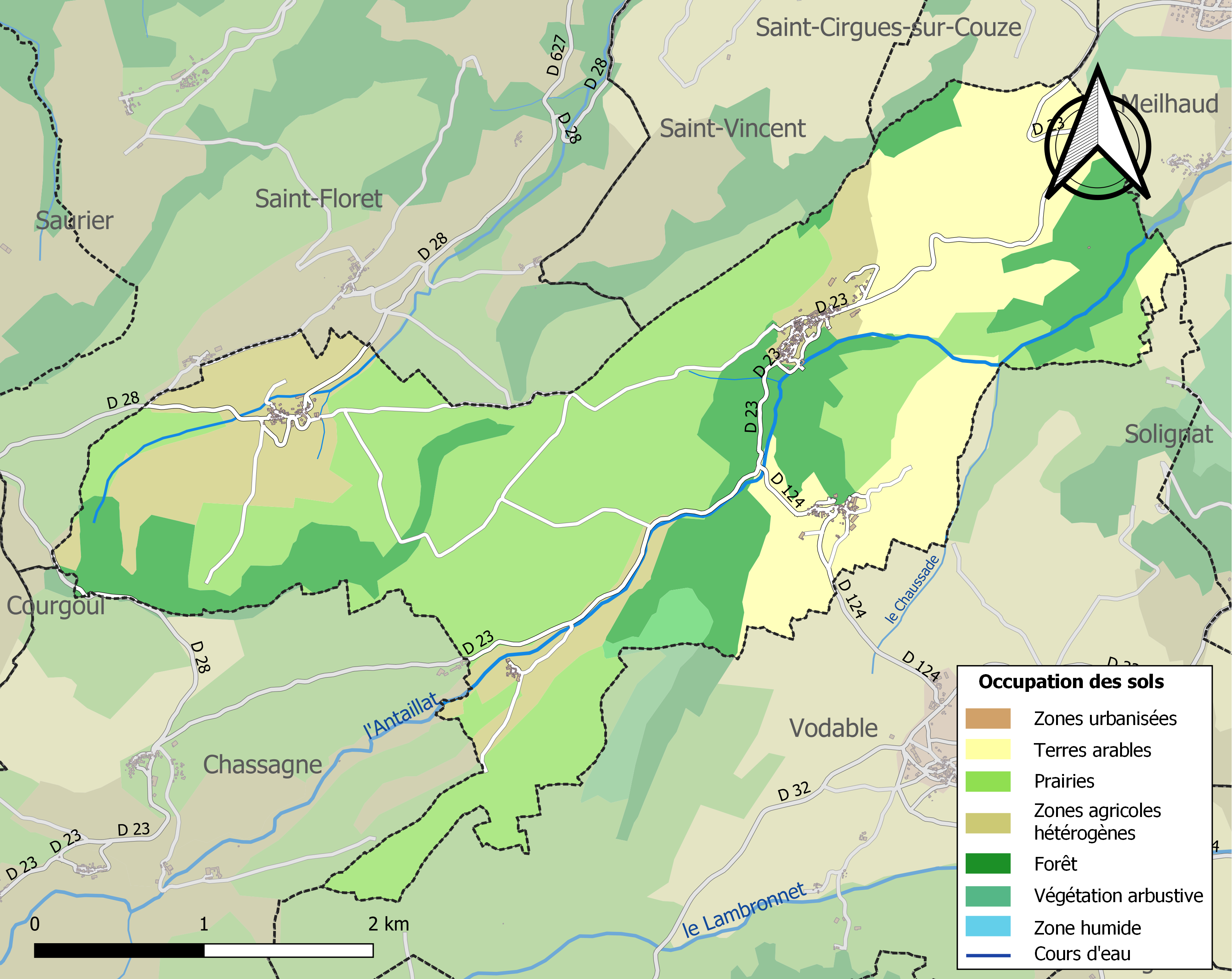
Carte des infrastructures et de l'occupation des sols de la commune en 2018 (CLC).

## Toponymie
Les villages de Tourzel et de Ronzières appartiennent à l'aire linguistique du nord-occitan. En langue occitane ces deux villages se nomme Torsel et Ronseiras.

## Histoire
Les vestiges archéologiques mis au jour sur les plateaux volcaniques - appelés chaux - de Tourzel et de Ronzières témoignent d'une occupation humaine remontant à l'Âge des Métaux. La petite chaux de Ronzières porte un sanctuaire d'origine romane qui abrite une Vierge en Majesté datant du XIIe siècle. La légende et sa découverte miraculeuse a donné lieu à un important pèlerinage.
Les seigneurs de Tourzel.
Les seigneurs de Tourzel sont une maison de chevalerie connue depuis 1121.
Leurs armoiries portaient initialement : « de gueules à une tour d'argent, maçonnée et ouverte de sable, ».
Ronzières
Le promontoire de Ronzières, naturellement défensif, fut utilisé dès le Ier millénaire avant notre ère puis abandonné avant d'être réoccupé au Bas-Empire, puis fortifié à l'époque carolingienne.

Sur ce promontoire existait également l'époque romane un sanctuaire auquel a succédé l'actuelle église Notre-Dame de Ronzières ou Saint-Baudime.

## Politique et administration

### Liste des maires
| Période                                  | Période                         | Identité       | Étiquette | Qualité                                                         |
| ---------------------------------------- | ------------------------------- | -------------- | --------- | --------------------------------------------------------------- |
| Les données manquantes sont à compléter. |                                 |                |           |                                                                 |
| avant 1981                               | 2020                            | Luc Tixier     | PS        | Retraité - Conseiller général du canton de Champeix (1998-2015) |
| 2020                                     | En cours (au 18 septembre 2020) | Nadine Admirat |           | Aide à domicile                                                 |

## Population et société

### Démographie
L'évolution du nombre d'habitants est connue à travers les recensements de la population effectués dans la commune depuis 1793. Pour les communes de moins de 10 000 habitants, une enquête de recensement portant sur toute la population est réalisée tous les cinq ans, les populations de référence des années intermédiaires étant quant à elles estimées par interpolation ou extrapolation. Pour la commune, le premier recensement exhaustif entrant dans le cadre du nouveau dispositif a été réalisé en 2005.

En 2022, la commune comptait 202 habitants, en évolution de −19,2 % par rapport à 2016 (Puy-de-Dôme : +2,1 %, France hors Mayotte : +2,11 %).
| 1793 | 1800 | 1806 | 1821 | 1831 | 1836 | 1841 | 1846 | 1851 |
| ---- | ---- | ---- | ---- | ---- | ---- | ---- | ---- | ---- |
| 736  | 691  | 755  | 690  | 634  | 590  | 647  | 659  | 622  |

| 1856 | 1861 | 1866 | 1872 | 1876 | 1881 | 1886 | 1891 | 1896 |
| ---- | ---- | ---- | ---- | ---- | ---- | ---- | ---- | ---- |
| 609  | 595  | 542  | 540  | 488  | 516  | 484  | 481  | 484  |

| 1901 | 1906 | 1911 | 1921 | 1926 | 1931 | 1936 | 1946 | 1954 |
| ---- | ---- | ---- | ---- | ---- | ---- | ---- | ---- | ---- |
| 487  | 446  | 417  | 300  | 301  | 311  | 301  | 300  | 249  |

| 1962 | 1968 | 1975 | 1982 | 1990 | 1999 | 2005 | 2006 | 2010 |
| ---- | ---- | ---- | ---- | ---- | ---- | ---- | ---- | ---- |
| 258  | 213  | 181  | 184  | 164  | 183  | 239  | 240  | 254  |

| 2015 | 2020 | 2022 | - | - | - | - | - | - |
| ---- | ---- | ---- | - | - | - | - | - | - |
| 251  | 200  | 202  | - | - | - | - | - | - |

## Culture locale et patrimoine

### Lieux et monuments
- Église paroissiale Notre-Dame.
- Monument aux Morts.

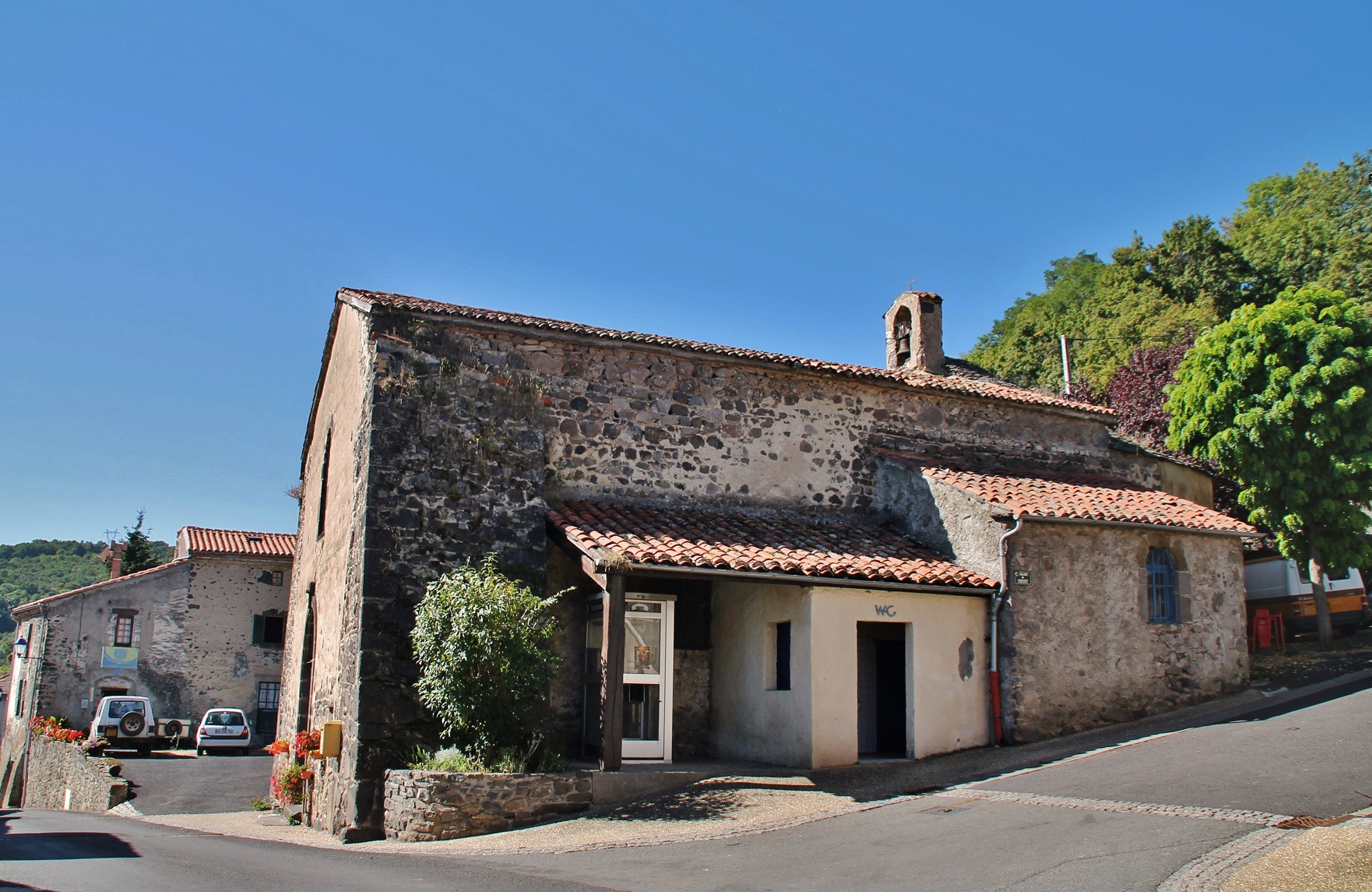
L'église paroissiale Notre-Dame.
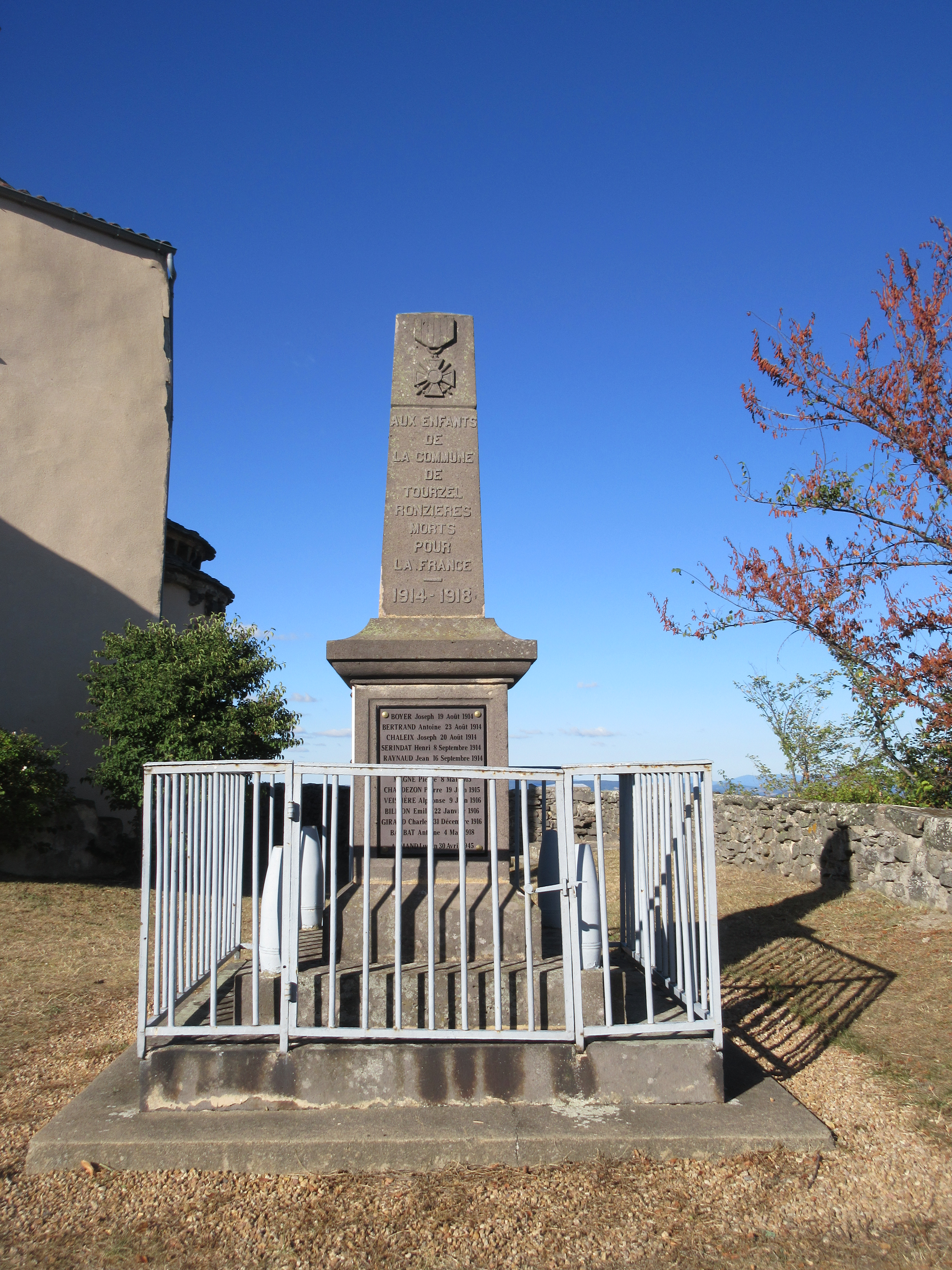
Monument aux Morts de Tourzel-Ronzières